# Loofkortschildboktor
De loofkortschildboktor (Glaphyra umbellatarum) is een keversoort uit de familie van de boktorren (Cerambycidae). De wetenschappelijke naam van de soort werd voor het eerst geldig gepubliceerd in 1759 door Schreber.
De voor mensen onschadelijke soort wordt 5 à 9 millimeter groot en heeft een levenscyclus van 2 jaar. De larven komen tot ontwikkeling op diverse loofboomsoorten, zoals appel, populier en rozen- en braamstruiken, waar ze te vinden zijn onder de schors van takken, twijgen en dunne stammen.
De boktor komt voor in Europa, de Kaukasus, Zuidelijke Kaukasus, het Nabije Oosten en Iran. In de Lage Landen werd hij nog maar enkele keren gespot. Zo zijn er oude waarnemingen in Wallonië, die dateren van voor 1950, een drietal waarnemingen sinds 1980 in Nederland en een eerste vastgelegde waarneming in Vlaanderen in 2015.